# Tesoro de los selinuntios
El Tesoro de los selinuntios (en griego antiguo: Θησαυρὸς τῶν Σελινουντίων, romanizado: Thēsauros tōn Selinūntiōn), también conocido como el Tesoro IX, fue un tesoro, ubicado en la Terraza de los Tesoros de  Olimpia,  Grecia. Fue construido por la antigua ciudad siciliana de Selinunte. Las ruinas del Tesoro se encuentran en Archaía Olympía, en el santuario de Olimpia, declarado Patrimonio de la Humanidad por la Unesco.
El Tesoro de Selinus fue construido en la época arcaica griega alrededor del 550-525 a. C. Era uno de los varios tesoros de Olimpia, construidos en fila en el lado norte del santuario, en la ladera sur del monte Cronio, entre el  entre el Ninfeo de Herodes Ático y el Estadio. Era el noveno de ellos, orientado hacia el oeste. En su lado occidental había una estructura llamada Tesoro VIII, pero que también se ha interpretado como el altar de Gea o Rea en lugar del Tesoro, y en su lado oriental el Tesoro de los metapontinos.
La Cámara del Tesoro era un pequeño edificio similar a un templo in antis con dos columnas (dístilo in antis) entre los muros del pronaos, en el estilo dórico. La cella del edificio medía 6,71 metros de ancho y 11,65 metros de largo. La fachada estaba orientada al sur.